# Ana María Pérez del Campo
Ana María Pérez del Campo Noriega (Madrid, 19 de mayo de 1936) es una activista feminista española diplomada en derecho matrimonial. Fue pionera en la lucha por los derechos de las mujeres durante la dictadura franquista y la transición española. Es cofundadora de primera asociación de mujeres separadas creada en España en 1973. En 1981 participó en la redacción del borrador de la ley de divorcio en España en 1981. Ha luchado durante décadas por la igualdad legal de las mujeres y contra la violencia de género. En 1991 fundó el primer centro integral de atención a las víctimas de violencia de género. En 1981 fue elegida presidenta de la Asociación de Mujeres Separadas y Divorciadas y en 1987, presidenta de Federación de Asociaciones de Mujeres Separadas y Divorciadas, continuando ininterrumpidamente en estos cargos tras reiteradas elecciones. Es pionera también en la utilización del concepto terrorismo de género para denunciar la violencia contra las mujeres que considera "fruto de la ideología del sistema patriarcal.

## Trayectoria
Nació en Madrid el 19 de mayo de 1936 en el seno de una familia acomodada. Se casó en 1956 y ella misma -ha explicado en diversas entrevistas- fue víctima de maltrato psicológico y físico desde el inicio de su matrimonio.
Con 25 años, dos hijos y embarazada del tercero se fue de casa e inició su proceso legal de separación ante los tribunales eclesiásticos, puesto que no estaba permitido el divorcio en una sociedad donde imperaba la autoridad marital. Tardó nueve años en lograr la separación legal.
A finales de los sesenta impulsó junto a la historiadora Mabel Pérez Serrano un movimiento de asesoramiento y apoyo legal a las mujeres que cristalizaría en la Asociación de Mujeres Separadas, a la que se añadió "y Divorciadas", ya en democracia, en 1980.
En 1973 redactaron, con la participación también de Carmen García Castellón, unos dobles estatutos, civiles y canónicos, que presentaron al Ministerio del Interior y al arzobispado de Madrid. Ese mismo año fue aprobada la primera asociación en España de mujeres separadas una plataforma que fraguó un germen feminista con acciones cada vez más amplias: desde encierros en iglesias, a gestos como el boicot a la cesta de la compra, pasando por un programa en Radio Nacional, Las Pérez, en el que pedían el divorcio y que se modificasen las leyes que impedían el avance de las mujeres, o estudios sobre la discriminación de la mujer en los libros de texto.
Su activismo les costó registros domiciliarios, detenciones y el paso por los calabozos de la Dirección General de Seguridad siendo asistida legalmente por Gregorio Peces Barba y Tomás de la Cuadra-Salcedo. 
Se diplomó en Derecho Matrimonial y Práctica Procesal por la Universidad Pontificia de Comillas en 1974. 
El año 1975 fue declarado Año Internacional de la Mujer. Ana María Pérez del Campo participó con un grupo de feministas españolas en la I Conferencia Mundial sobre la Mujer en Ciudad de México. También se celebró un segundo encuentro en Berlín convocado por organizaciones no gubernamentales. Fruto de ambos encuentros tuvo lugar en diciembre en España las Primeras Jornadas Nacionales por la Liberación de la Mujer, que precedieron a nuevos encuentros feministas en 1976 marcando la agenda feminista durante la transición española.
Entre los años 1975 y 1981 padeció -junto con otras mujeres feministas y organizaciones como el Frente de Liberación de la Mujer- diversas detenciones policiales y multas gubernativas por su activismo público en la defensa de los derechos de las mujeres dentro de la Plataforma de organizaciones feministas del Estado español.
En 1978 la nueva Constitución española derogó los artículos 449 y 452 del Código Penal relativos al adulterio y amancebamiento, convirtiéndose en el punto de partida para la revisión de situaciones legales de discriminación contra las mujeres en este país. Pérez del Campo formó parte del movimiento feminista que abanderó la lucha por las reformas legales hacia la igualdad. 
En los años 1970 y 1980 realizó campaña, mediante charlas y conferencias por todo el territorio nacional, a favor de la implantación del divorcio en España. Propuso al Gobierno de UCD, en nombre de su Organización y de otras Plataformas Feministas, un borrador de proyecto de ley, algunos de cuyos artículos quedaron recogidos en el texto gubernamental del Proyecto de ley de divorcio en España en 1981 aprobado en las Cortes.
En 1989 se crea la Federación de Asociaciones de Mujeres Separadas y Divorciadas de ámbito nacional y Pérez del Campo asumió la presidencia. También ha presidido la Unión Nacional de Organizaciones Familiares (1988-1998), ha formado parte de equipos docentes en másteres y posgrados de la UNED y del Instituto de Investigaciones Feministas de la Universidad Complutense de Madrid y es vocal del Observatorio de la Violencia contra la Mujer (Ministerio de Igualdad) desde su creación.
Ha participado en jornadas y en congresos de múltiples organizaciones de mujeres, destacando el Primer Congreso Nacional sobre la Violencia Contra la Mujer, organizado por la Asociación de Mujeres Separadas y Divorciadas de Gijón, desarrollando la ponencia Hacia una Ley Integral. También exigió al Gobierno campañas continuas de sensibilización sobre los malos tratos a mujeres.
Ana María Pérez del Campo dice:
```
"Dónde hay violencia no hay igualdad" y "Ser iguales no es ser idénticas".
[
13
]
```

«No podemos parar porque luchamos por un mundo mejor. Las feministas nunca dejaremos de trabajar hasta lograr la igualdad real. Pero las jóvenes no deben olvidar la importancia que tiene ser independientes económicamente».
En 1989, como presidenta de la Federación de Asociaciones de Mujeres Separadas y Divorciadas, consiguió una subvención para la construcción del Centro de Atención, Recuperación y Reinserción de Mujeres Maltratadas y sus hijas/os, al detectar la existencia de violencia de género en un alto porcentaje de las mujeres que atendía en sus asociaciones. El centro se inauguró en 1991 y en él se desarrolla un programa multidisciplinar de larga duración y bajo una perspectiva de género. Pérez del Campo lo dirigió hasta el año 2006. 
Fue miembro del Consejo Asesor del Instituto de la Mujer entre los años 1989 y 1994
Trabajó en la redacción del borrador del proyecto de Ley de Divorcio (7 de julio de 1981) con Francisco Fernández Ordóñez, Ministro de Justicia del Gobierno con el partido UCD. Tanto Ana María Pérez del Campo como la Asociación que preside se implicaron activamente en el establecimiento de la Pensión Compensatoria artículo 97 del Código Civil. Establecida la Ley de Divorcio, su actividad en defensa de los derechos de las mujeres se intensifica y se centra en luchar por la correcta aplicación de la Ley.
Colaboró en la redacción de la Ley de Medidas de Protección Integral contra la Violencia de Género.
Se ha manifestado en reiteradas ocasiones en contra del Anteproyecto de Ley sobre el ejercicio de la Corresponsabilidad Parental en casos de nulidad, separación o divorcio, también conocida como la “custodia compartida impuesta". Su posicionamiento contra “la custodia compartida impuesta” le ha llevado a ser expulsada de la Tribuna de invitados del Congreso y a no permitirle entrada.
En marzo de 2017 conmemorando los diez años de la aprobación de la Ley de Igualdad insiste en la necesidad de creer en la igualdad para poder aplicar la Ley.
En 2018 la periodista Charo Nogueira publica una biografía de Pérez del Campo en la que recoge su trayectoria y las memorias de la activista.

## Premios y reconocimientos
- Comadre de Oro 1995. Tertulia Feminista Les Comadres, Xixón.[18]
- Premio 8 de marzo de 1998. Confederal de la Mujer UGT.
- Premio Ana Tutor 2001, otorgado por la Secretaría de Igualdad del Partido Socialista de Madrid
- Premio del Instituto de la Mujer con motivo del Día Internacional de la eliminación de la violencia contra las mujeres en 2004[19]
- Cruz de Oro de la Orden Civil de la Solidaridad Social, 2005[20]
- Medalla de Oro al Mérito en el Trabajo (27 de enero de 2007)[21]
- Premio a la Promoción de Valores de Igualdad del Ministerio de Igualdad, 2009[22]
- Premio PARTICIPANDO CREAMOS IGUALDAD, Consejo de las Mujeres el Municipio de Madrid (2012).[23]
- Premio Internacional FADEMUR (Federación de Asociaciones de Mujeres Rurales), 2013[24]
- Medalla de Plata del Ministerio de Igualdad
- Medalla de Bronce de Portugal
- Premio LIBERTAS 2013 concedido por los socialistas de Alcalá de Henares[25]
- Premio Rosa Manzano, Secretaría de Igualdad del PSOE
- Premio Valdesana del Año 2005 (Asociación de Mujeres Valdés siglo XXI, Luarca)[26]
- En 2020 recibió el Premio a las Libertades Rafael del Riego en Las Cabezas de San Juan.[27][28]
- En noviembre de 2022 fue reconocida su labor en la lucha contra la violencia de género en VI Gala Contra la Violencia de Género organizada por el Ayuntamiento de Móstoles, los premios se otorgan a personas o instituciones que han destacado por su labor a favor de la igualdad. En esta Gala, junto a Ana María Pérez del Campo se entregaron premios al expresidente del Gobierno, José Luis Rodríguez Zapatero, Cristiana del Valle, la jueza María Victoria Rosell Aguilar y a CERMI Mujeres.[29][30]
- En 2023 recibió el Premio «Ciudadanas del Mundo» en el apartado Asociación.[31]
- En 2025 recibió la Medalla a la Promoción de los Valores de Igualdad, otorgada por el Ministerio de Igualdad.[32]

## Obras

### Libros
- Maltrato a la mujer: una cuestión incomprendida editado por Horas y Horas, 1995[33]
- La contribución política feminista a la transición democrática en El movimiento feminista en España en los años 70. (2009) Editorial Cátedra Colección Feminismos ISBN 9788437625782[34]
- Cuaderno de Derecho Judicial, Consejo General del Poder Judicial. Coautora. Escuela Judicial año 2006
- Violencia de Género. Una Visión Multidisciplinar. Coautora. Editorial Universitaria Ramón Areces. Año 2008
- Principios Esenciales y Datos Estadísticos de un Estudio contra la Violencia de Género. Año 2008[35]

### Artículos
De manera individual y colectiva Pérez del Campo ha firmado numerosos artículos de opinión y tribunas en momentos históricos para el avance de los derechos de las mujeres en España y sobre temas como el divorcio, la violencia de género, la custodia compartida, etc.
- Divorcio y bendición episcopal 1979. El País[36]
- Zapatero, a tus... "zapatiestas 1980. El País[37]
- Divorcio y "estabilidad" familiar 1981. El País[2]
- Obras son amores 2006. El País.[38]
- La política del pánico como instrumento de poder 2012. El País[39]
- Oprobio 2012. El País[40]
- Los hijos como instrumento de la venganza del agresor. 2012 Público. Varias autoras.[41]
- Un difícil reemplazo. En memoria de Soledad Cazorla. 2015. Europa Press[42]